# Нарсис-Ашил дьо Салванди
Нарсѝс-Ашѝл дьо Салвандѝ (на френски: Narcisse-Achille de Salvandy, [naʁsis aʃil də salvɑ̃di]) е френски политик.

## Биография
Роден е на 11 юни 1795 година в Кондом в дребноблагородническо семейство на юрист от ирландски произход. Отива да учи в Париж, но през 1813 година постъпва на служба в армията, достигайки през 1817 година звание капитан.
По онова време публикува придобил популярност патриотичен памфлет и през следващите години участва активно в политическия живот като активен поддръжник на Ели Дека и умерените либерали. През цялото време на Юлската монархия е народен представител, а през 1837 – 1839 и 1845 – 1848 година е министър на общественото образование. За кратко е посланик в Испания (1841) и Сардинското кралство (1843).
Нарсис-Ашил дьо Салванди умира на 15 декември 1856 година в имението си в Граверон.